# CPAP

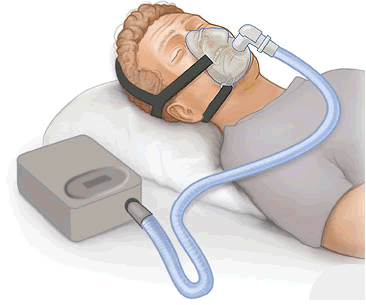
CPAP för sömnapné: CPAP-apparat, rör, mask.

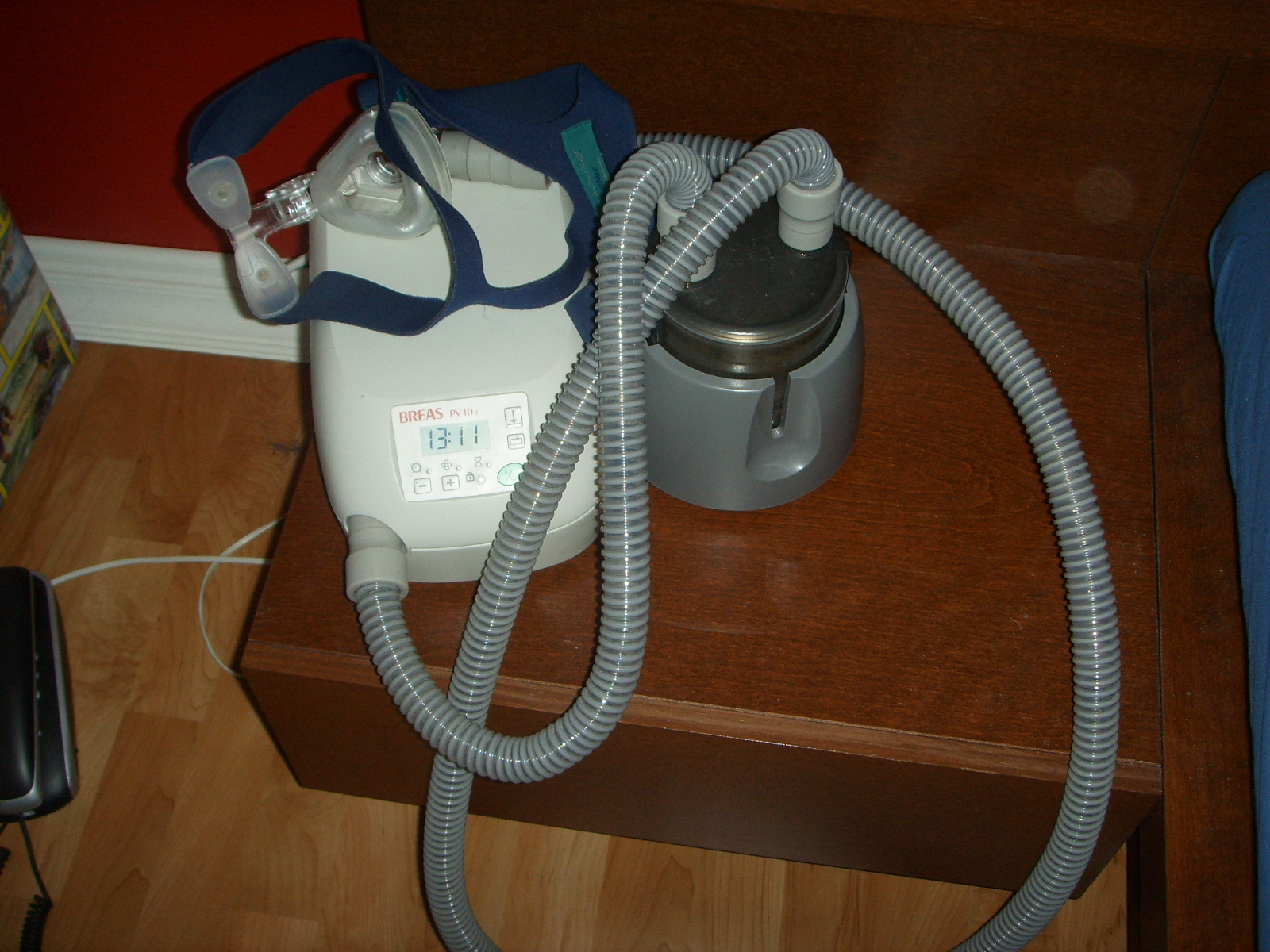
CPAP-maskin, 2006 års modell med luftfuktare.

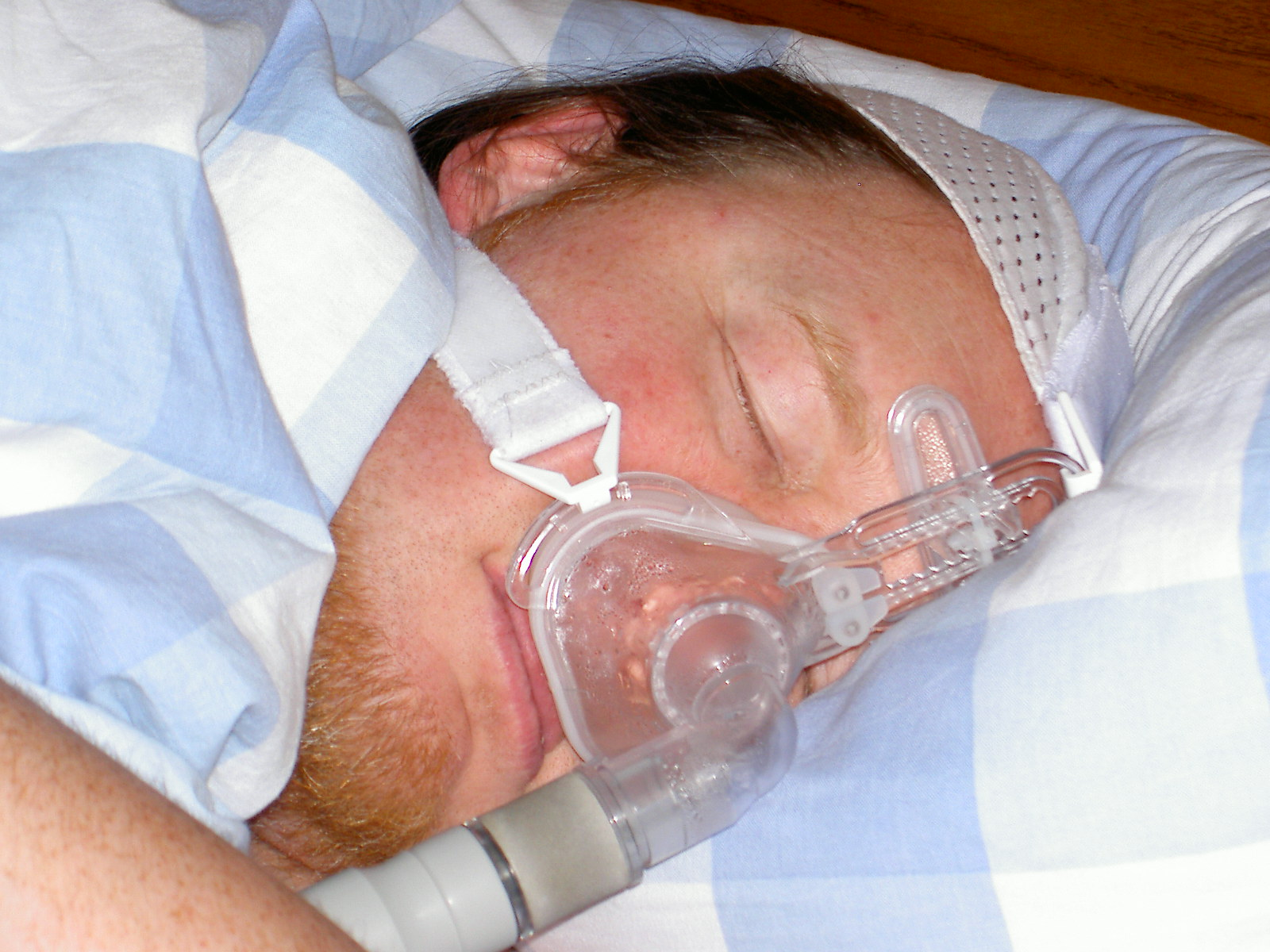
CPAP-användare.

CPAP, continuous positive airway pressure, är ett hjälpmedel för andning. CPAP-apparaten skapar ett högre atmosfäriskt tryck i lungorna, vilket gör att alveolerna inte faller ihop under utandning. CPAP-användare andas alltså av sig själva.
CPAP används bland annat vid lungödem, genom att trycket i bröstkorgen höjs kommer det venösa återflödet (preload) till hjärtat att minska och blodet som pressar mot lungorna minskar. Det minskade trycket mot lungornas alveoler medför i sin tur att mindre vätska pressas ut i lungorna. Det positiva trycket i lungan hjälper även till viss del till att tränga bort vätska från lungblåsorna tillbaka i blodbanan så att andningen underlättas.
Ett annat vanligt användningsområde är CPAP för sömnapné, vilket är användbart vid obstruktiv sömnapné, men kan vara farligt vid central sömnapné.

## CPAP för obstruktiv sömnapné
Om en patient vid utredning på sömnklinik påvisar sömnapné, det vill säga uppehåll i andningen under sömnen, kan denne ordineras att sova med CPAP-maskin. För att hålla andningsvägarna öppna, skapar maskinen ett svagt övertryck. Detta förhindrar snarkning och avbrott i andningen.
Luften strömmar från maskinen genom en slang, varefter den leds in i patienten genom en mask, som täcker näsan och munnen, eller bara näsan.
En del patienter kan uppleva behandlingen något obehaglig i början. Att luft strömmar in kan orsaka uttorkning i näsan och nästäppa, därför kan luftfuktare kopplas till CPAP-apparaten. Fuktaren fylls med vatten, gärna sterilt sådant. Befuktaren är justerbar. Det är viktigt att rengöra mask, luftslang och fuktare.
Med äldre CPAP-apparater kunde maskinens ljudnivå vara ett problem. Många nya modeller är tystare. Det är viktigt att ordna en lämplig plats för maskinen vid sängen, samt att luftslangen leds så att den inte stör under sömnen. Till en del CPAP-apparater kan man få en längre slang (tre meter eller mer); detta gör det lättare att placera maskinen längre ifrån, vilket gör eventuella ljudproblem mindre.
I Sverige i lånar vissa regioner ut maskinen gratis och förser patienten med förbrukningsartiklar utan kostnad. I andra regioner betalar CPAP-användare en avgift, samt alla förbrukningsdelar. Användare kan också köpa egen CPAP-apparat. De patienter som vänjer sig vid sin CPAP och fortsätter med behandlingen, upplever ofta positiva resultat: bättre sömnkvalitet, ökat välbefinnande, piggare på morgonen och mindre dagtrötthet. CPAP-behandling kan ha positiv inverkan på blodtryck, och kan hjälpa hjärtat att orka bättre.
Den förbättrade syresättningen under natten kan leda till ökad syreupptagningsförmåga även dagtid. Detta gör att man tycker sig få bättre kondition, vilket i sin tur gör det lättare att komma igång med motion och träning. Sömnapné beror ofta på övervikt. Med CPAP kan en ond cirkel brytas.